# Bán Zoltán Elizeus
Bán Zoltán Elizeus O.Cist (Kaposvár, 1931. április 3. – Zirc,(?) 2019. február 21.) ciszterci szerzetes, a Zirci apátság kormányzóperjele (2010), Zirc díszpolgára.

## Élete
Középiskolai tanulmányait a pécsi Ciszterci Rend Nagy Lajos Gimnáziumában 1941–1949 között végezte. 1949. augusztus 29-én Zircen a ciszterci rendbe lépett, első fogadalmát 1950. június 22-én tette le. 1950 szeptemberében elöljárói bíztatásra több növendéktársával elhagyta az országot, majd letartóztatták és Magyarországra visszatoloncolva 1950–1954 között bebörtönözték. Vácott raboskodott, majd Tatabányán bányászként dolgozott.
1954-ben győri szeminarista volt, ahonnan szerzetessége miatt 1955-ben elbocsájtották. 1955-ben Püspökszentlászlón, majd Nógrádverőcén a Migazzi Otthonban, végül a Székesfehérvári Papi Otthonban volt gondnok 1957-ig. 1956. október 11-én tett egyszerű örökfogadalmat Bodajkon. 1957. februártól 1959-ig a Budapesti Központi Szeminárium kispapja. 1960. április 2-án szentelték pappá Budapesten. 1959–1963 között a Piliscsabai Szeretetszolgálatnál anyagbeszerző. 1960–1962 között lelkipásztori kisegítő volt. 1963. augusztus 15-én ünnepélyes örökfogadalmat tett Pannonhalmán. 1962–1969 között könyvelő a Pannonhalmi Szociális Otthonban.  1969–1973 között lelkészként szolgált Hejcén.  1973–1981 között káplán volt Nagynyárádon, majd 1981–1984 között plébános  Bükkösdön, 1984–1988 között pedig Görcsönyben.
1988-tól újra rendi keretben működött. 1988–1994 között novíciusmester a Nagyvenyimi Rendházban, közben plébános 1989-ben Apátszálláson, 1990-től Baracson is, továbbá 1993-tól Nagyvenyimben is. 1994–2008 között novíciusmester Zircen. Elöljárója kérésére licenciátust és PhD fokozatot szerzett 1995–2002 között. 2004–2011 között perjel Zircen. 2010 decemberben kormányzóperjel Zircen. 2008–2011 között plébános Zircen. 2011-ben Zirc város díszpolgárává választották. 2012-től nyugállományban.

## Művei
- Bán Zoltán Elizeus: Kapcsolatunk az elhunytakkal. A purgatórium és a communio sanctorum összefüggése; bővített kiadás; Budapest, Efo Kiadó, 2005. (Zirci könyvek, 2.; ISSN 1586-5797) ISBN 963-8243-41-4